# مجدی حلبی
مجدی حلبی (عربی: مجدي حلبي؛ ۱ ژانویهٔ ۱۹۸۵ – ۲۴ مهٔ ۲۰۰۵) سرباز اهل اسرائیل بود.
او از اقلیت دروز اسرائیلی بود که در حال خدمت سربازی در نزدیکی حیفا در سال ۲۰۰۵ ناپدید شد. جسد او در سال ۲۰۱۲ در کوه کارمل پیدا شد و با احترامات نظامی به خاک سپرده شد.